# União para o Mediterrâneo
A União para o Mediterrâneo (UpM) é uma organização intergovernamental de 42 países da Europa e da bacia do Mediterrâneo: os 27 estados-membros da União Europeia e 15 países parceiros mediterrânicos do Norte de África, do Médio Oriente e do Sudeste da Europa.
Foi criada em julho de 2008 na Cimeira de Paris para o Mediterrâneo, com vista a reforçar a Parceria Euro-Mediterrânica (Euromed) estabelecida em 1995 e conhecida como o Processo de Barcelona.
A União tem como objetivo promover a estabilidade e a integração em toda a região mediterrânica. Consiste num fórum para discutir questões estratégicas regionais, com base nos princípios da propriedade partilhada, tomada de decisões partilhada e responsabilidade partilhada entre as duas margens do Mediterrâneo. O seu principal objetivo é aumentar tanto a integração Norte-Sul como a integração Sul-Sul na região do Mediterrâneo, de modo a apoiar o desenvolvimento socioeconómico dos países e assegurar a estabilidade na região. A instituição, através dos seus planos de atuação, centra-se em dois pilares principais: impulsionar o desenvolvimento humano e promover o desenvolvimento sustentável. Para este fim, a instituição identifica e apoia iniciativas e projetos regionais de diferentes dimensões, aos quais fornece a sua aprovação, após uma decisão consensual entre os quarenta e três países. Estes projetos e iniciativas centram-se em 6 sectores de atividade, conforme estipulado pelos estados-membros da UpM: 
- Desenvolvimento empresarial
- Ensino superior e investigação
- Assuntos sociais e civis
- Energia e ação climática
- Desenvolvimento urbano e transportes
- Água e ambiente

## Lançamento da União para o Mediterrâneo
Na Cimeira de Paris para o Mediterrâneo (13 de julho de 2008), os 43 chefes de estado e de governo da região euro-mediterrânica decidiram lançar o Processo de Barcelona: União para o Mediterrâneo. Foi apresentada como uma nova fase da Parceria Euro-Mediterrânica com novos membros e uma arquitetura institucional melhorada que visava «potenciar relações multilaterais, aumentar a copropriedade do processo, definir a governação com base na equidade e traduzi-la em projetos concretos, mais visíveis para os cidadãos. Agora é momento de dar um novo e contínuo impulso ao Processo de Barcelona. Mais envolvimento e novos catalisadores são agora necessários para traduzir os objetivos da Declaração de Barcelona em resultados tangíveis».
A Cimeira de Paris foi considerada um ânicos, com a exceção dos reis de Marrocos e da Jordânia.
Na Conferência Euro-Mediterrânica de Negócios Estrangeiros, realizada em Marselha, em novembro de 2008, os ministros decidiram abreviar o nome da iniciativa para simplesmente "União para o Mediterrâneo".
Este encontro encerrou com uma nova declaração conjunta, que completou a Declaração de Paris definindo a estrutura orgânica e os princípios nos quais a UpM se basearia. Foi definida uma copresidência rotativa, exercida conjuntamente por um país membro da UE e um parceiro do Mediterrâneo. A França e o Egito foram os primeiros países a exercer esta copresidência. A presença da Liga Árabe em todos os encontros está inscrita nas normas. Foi criado um secretariado com um estatuto legal separado e estatutos próprios. A sua sede foi estabelecida em Barcelona.
O facto de a União para o Mediterrâneo ser lançada como uma nova fase da Parceria Euro-Mediterrânica significa que a União aceita e compromete-se a manter o acervo de Barcelona, cuja finalidade é promover «a paz, a estabilidade e a prosperidade» por toda a região (Barcelona, 2). Portanto, os quatro capítulos de cooperação, desenvolvidos no âmbito do Processo de Barcelona durante treze anos, permanecem válidos:
- Política e segurança
- Economia e comércio
- Temas socioculturais
- Justiça e administração interna. Este quarto capítulo foi incluído no 10.º aniversário da Cimeira Euro-Mediterrânica, realizada em Barcelona, em 2005.

O objetivo de estabelecer uma área de livre comércio na região euro-mediterrânica até 2010 (e posteriormente), proposta pela primeira vez no Processo de Barcelona de 1995, foi também apoiado pela Cimeira de Paris de 2008.
Além destes quatro capítulos de cooperação, os 43 ministros dos negócios estrangeiros reunidos em Marselha, em novembro de 2008, identificaram seis projetos concretos que abordam necessidades específicas das regiões euro-mediterrânicas e que ampliarão a visibilidade da Parceria:
- Despoluição do Mediterrâneo. Este amplo projeto engloba muitas iniciativas que visam a boa governação ambiental, o acesso a água potável, a gestão da água, a redução da poluição e a proteção da biodiversidade do Mediterrâneo.[7]
- Vias marítimas e terrestres. A finalidade deste projeto é aumentar e melhorar a circulação de mercadorias e pessoas por toda a região euro-mediterrânica através da melhoria dos seus portos e da construção de autoestradas e caminhos-de-ferro. Especificamente, as Declarações de Paris e de Marselha referem a construção de sistemas transmagrebinos tanto de caminhos-de-ferro como de autoestradas que liguem Marrocos, Argélia e Tunísia.[7]
- Proteção civil. O projeto de proteção civil visa melhorar a prevenção, a preparação e a resposta a desastres tanto naturais como provocados pelo Homem. O objetivo último é «aproximar progressivamente os países parceiros do Mediterrâneo do mecanismo de proteção civil europeu».[4]
- Energias alternativas: plano solar mediterrânico. O objetivo deste projeto é promover a produção e a utilização de energias renováveis. Mais especificamente, visa tornar os países parceiros do Mediterrâneo em produtores de energia solar e depois circular a eletricidade resultante através da região euro-mediterrânica.[4] Neste contexto, a união e a iniciativa industrial Dii assinaram um Memorando de Entendimento para futura colaboração, em maio de 2012, que incluiu o desenvolvimento das suas estratégias a longo prazo «Plano Solar Mediterrânico» e «Energia do Deserto 2050». Na assinatura, em Marraquexe, o Secretário-Geral da união chamou à nova parceria «um passo-chave para a implementação do Plano Solar Mediterrânico».[8]
- Ensino superior e investigação: Universidade Euro-Mediterrânica. Em junho de 2008, foi inaugurada em Piran (Eslovénia) a Universidade Euro-Mediterrânica da Eslovénia, que disponibiliza programas de pós-graduações. Os ministros dos negócios estrangeiros, reunidos em Marselha, em 2008, apelaram igualmente à criação de outra Universidade Euro-Mediterrânica em Fez, Marrocos, Universidade Euro-Mediterrânica de Marrocos (Euromed-UM).[4] A decisão de seguir em frente com a universidade de Fez foi anunciada em junho de 2012.[9] Na Cimeira de Paris de 2008, os 43 chefes de estado e de governo acordaram que o objetivo deste projeto é promover o ensino superior e a investigação científica no Mediterrâneo, bem como estabelecer no futuro uma «Área Euro-Mediterrânica de Ensino Superior, Ciência e Investigação».[2]
- Iniciativa de desenvolvimento empresarial do Mediterrâneo. A finalidade da iniciativa é promover pequenas e médias empresas dos países parceiros do Mediterrâneo através da «avaliação das necessidades destas empresas, definição de soluções políticas e fornecimento de recursos a estas entidades na forma de assistência técnica e instrumentos financeiros».[2]

### 2008–2010: Primeiros anos
Prevê-se a realização de uma cimeira de chefes de estado e de governo a cada dois anos para promover o diálogo político ao mais alto nível. De acordo com a Declaração de Paris:
- Estas cimeiras devem gerar uma declaração conjunta que aborde a situação e os desafios da região euro-mediterrânica, avalie os trabalhos da Parceria e aprove um programa de trabalhos de dois anos;[2]
- Os ministros dos negócios estrangeiros devem reunir-se anualmente para monitorizar a implementação da declaração da cimeira e preparar a agenda das cimeiras subsequentes;[2]
- O país anfitrião das cimeiras seria escolhido mediante consenso e deve alternar entre países da UE e mediterrânicos.[2]

A primeira cimeira foi realizada em Paris, em julho de 2008. A segunda cimeira deveria ter sido realizada num país não pertencente à UE, em julho de 2010, mas os países euro-mediterrânicos acordaram celebrar a cimeira em Barcelona, a 7 de junho de 2010, sob a presidência espanhola da UE. No entanto, a 20 de maio, a copresidência egípcia e francesa juntamente com a Espanha decidiram adiar a cimeira, numa manobra que descreveram como destinada a dar mais tempo para as conversas indiretas que Israel e a Autoridade Palestina tinham iniciado nesse mês. Por outro lado, a comunicação social espanhola atribuiu o adiamento à ameaça árabe de boicotar a cimeira se Avigdor Lieberman, Ministro dos Negócios Estrangeiros de Israel, participasse na conferência de negócios estrangeiros antes da cimeira.
Na altura da Cimeira de Paris, a França — que tinha a seu cargo a presidência da UE — e o Egito exerciam a copresidência. Deste então, a França assinou acordos com as diferentes presidências rotativas da UE (a República Checa, a Suécia e a Espanha) a fim de manter a copresidência juntamente com o Egito. Era suposto ter ocorrido a renovação da copresidência na segunda Cimeira da União pelo Mediterrâneo. No entanto, devido aos dois adiamentos da cimeira, não houve oportunidade para decidir que países assumiriam a copresidência.
O conflito entre a Turquia e Chipre foi responsável pelo atraso na aprovação dos estatutos do Secretariado, que apenas foram aprovados em março de 2010 apesar de a declaração de Marselha ter definido maio de 2009 como data limite para o Secretariado começar a funcionar. Na Cimeira de Paris, os chefes de estado e de governo acordaram definir cinco Secretários-Gerais Adjuntos da Grécia, Israel, Itália, Malta e Autoridade Palestina. A pretensão da Turquia de ter um Secretário-Geral Adjunto e a oposição a tal por parte do Chipre resultam em meses de negociação até o Chipre ter aprovado finalmente a criação de uma sexta Secretaria-Geral Adjunta atribuída posteriormente a um cidadão turco.
Devido à sua gravidade, o conflito israelo-árabe é o que mais afeta a União para o Mediterrâneo. Como resultado de um conflito armado entre Israel e Gaza, de dezembro de 2008 a janeiro de 2009, o Grupo Árabe recusou encontros de alto nível, bloqueando assim todos os encontros ministeriais programados para o primeiro semestre de 2009. Igualmente, a recusa por parte dos ministros dos negócios estrangeiros árabes em se encontrarem com a contra parte israelita, Avigdor Lieberman, resultou no cancelamento de dois encontros de ministros dos negócios estrangeiros em novembro de 2009 e junho de 2010. Os encontros sectoriais da União para o Mediterrâneo também foram afetados pelas ações de Israel contra a população civil palestiniana sob a sua ocupação. No encontro ministerial euro-mediterrânico sobre a água, realizado em Barcelona, em abril de 2010, a Estratégia da Água não foi aprovada devido a um desacordo terminológico sobre a referência a territórios reivindicados por palestinianos, sírios e libaneses como «territórios ocupados» ou «territórios sob ocupação». Dois outros encontros ministeriais, sobre ensino superior e agricultura, tiveram de ser cancelados devido à mesma discrepância.
Depois do adiamento inicial, tanto a França como a Espanha anunciaram a sua intenção de realizar conversações de paz entre Israel e a Autoridade Palestina como parte da cimeira adiada sob os auspícios dos EUA. Em setembro, o Presidente dos EUA Barack Obama foi convidado para a cimeira com este propósito. A cimeira, que estava então programada para decorrer em Barcelona, a 21 de novembro de 2010, seria, segundo Nicolas Sarkozy, «uma oportunidade para apoiar as negociações.»
No entanto, no início de novembro de 2010, as conversações de paz pararam e o copresidente egípcio fez a celebração da cimeira depender de um gesto de Israel que permitisse a continuação das negociações. Segundo alguns especialistas, o anúncio de Benjamin Netanyahu da construção de 300 novas habitações em Jerusalém Oriental encerrou todas as possibilidades de celebrar a cimeira a 21 de novembro. As duas copresidências e Espanha decidiram, a 15 de novembro, adiar a cimeira sine die, alegando que a estagnação do Processo de Paz no Médio Oriente impediria uma «participação satisfatória».
Tendo sido atrasada pela situação política e financeira, em 2009, foi dado à UpM um impulso decisivo, em março de 2010, com a conclusão das negociações sobre a instalação do Secretariado-Geral e a inauguração oficial do mesmo, a 4 de março de 2010, em Barcelona, no Palácio Real de Pedralbes especialmente remodelado para a ocasião.
O embaixador da União Europeia em Marrocos, Eneko Landaburu, declarou em setembro de 2010 que «não acredita» na União para o Mediterrâneo. Segundo ele, a divisão entre os árabes «não permite a implementação de políticas inter-regionais coesas» e apela ao abandono deste ambicioso projeto de 43 países e ao foco nas relações bilaterais

### 2011–presente
A 22 de junho de 2011, a UpM aprova o seu primeiro projeto: a criação de uma central de dessalinização de água do mar, em Gaza.
Em 2012, a UpM tem um total de 13 projetos aprovados pelos 43 países nas áreas sectoriais dos transportes, educação, água e empresas de desenvolvimento.
Em janeiro de 2012, o Secretário-Geral, Youssef Amrani foi nomeado Ministro Adjunto dos Negócios Estrangeiros e Cooperação no governo de Benkirane. Foi substituído pelo diplomata marroquino Fathallah Sijilmassi.
Em 2013, a União para o Mediterrâneo lança os seus primeiros projetos:
- 30 de abril: jovens mulheres como criadoras de postos de trabalho[26]
- 28 de maio: Governação e financiamento da água na área do Mediterrâneo[27]
- 17 de junho: LogismedTA[28] (atividades de formação no âmbito do Programa de Desenvolvimento de uma Rede de Plataformas Logísticas Euro-Mediterrânicas)

Entre 2013 e 2017, ocorreram doze encontros ministeriais sectoriais, na presença dos ministros dos estados-membros da UpM:
- Encontro ministerial da UpM sobre o fortalecimento do papel da mulher na sociedade — setembro de 2013[29]
- Encontro ministerial da UpM sobre transportes — novembro de 2013[30]
- Encontro ministerial da UpM sobre energia — dezembro de 2013[31]
- Encontro ministerial da UpM sobre cooperação industrial — fevereiro de 2014[32]
- Encontro ministerial da UpM sobre ambiente e alterações climáticas — maio de 2014[33]
- Encontro ministerial da UpM sobre economia digital — setembro de 2014[34]
- Encontro ministerial da UpM sobre economia azul — novembro de 2015[35]
- Encontro ministerial da UpM sobre planeamento e cooperação regional — junho de 2016[36]
- Encontro ministerial da UpM sobre emprego e trabalho — setembro de 2016[37]
- Encontro ministerial da UpM sobre energia — dezembro de 2016[38]
- Encontro ministerial da UpM sobre a água — abril de 2017[39]
- Encontro ministerial da UpM sobre desenvolvimento urbano — maio de 2017[40]
- Encontro ministerial da UpM sobre o fortalecimento do papel da mulher na sociedade — Novembro de 2017[41]

Em 2015, a UpM tinha um total de 37 projetos aprovados 19 dos quais na fase de implementação.[AP2] A 18 de novembro de 2015, a revisão da Política Europeia de Vizinhança (PEV), publicada pelo Serviço Europeu para a Ação Externa e pela Comissão, confirmada pelo Conselho Europeu a 14 de dezembro, posiciona a UpM como uma força motriz para a integração e cooperação regional.
A 26 de novembro de 2015, na altura do 20.º aniversário da Declaração de Barcelona, por iniciativa dos copresidentes da UpM, Federica Mogherini, Vice-Presidente da Comissão Europeia e Alta Representante da União Europeia para a Política Externa e de Segurança Comum, e Nasser Judeh, Ministro dos Negócios Estrangeiros do Reino da Jordânia, foi realizado um encontro informal de ministros dos negócios estrangeiros dos países da UpM, em Barcelona, para renovarem o seu compromisso político para o desenvolvimento de cooperação regional no âmbito da UpM.
A 14 de dezembro de 2015, a Assembleia Geral das Nações Unidas aprovou a Resolução A/70/124, concedendo o estatuto de observador à União para o Mediterrâneo.
Em fevereiro de 2016, o projeto aprovado pela UpM «Competências para o Sucesso» finalizou com êxito as suas atividades de formação na Jordânia e em Marrocos, com elevadas percentagens de colocações em postos de trabalho. Estima-se que a percentagem de colocação em postos de trabalho em relação ao número total de desempregados na Jordânia e em Marrocos (115 formados) seja de 49%, tendo sido colocados em estágios 6% dos participantes.
A 12 de março de 2016, a UpM foi galardoada com a prestigiosa Medalha de Honra do Agrupamento Espanhol de Fomento Europeu (AEFE) em reconhecimento do valor do seu trabalho em prol dos Valores Universais e Direitos Humanos na região do Mediterrâneo.
A 2 de junho de 2016, a UpM realizou o seu primeiro Encontro Ministerial para o Planeamento e Cooperação Regional da União para o Mediterrâneo, a convite do Comissário Europeu Johannes Hahn e Imad N. Fakhoury, Ministro do Planeamento e da Cooperação da Jordânia. 
Os ministros reconheceram a necessidade de impulsionar a integração económica entre os países da região como um dos meios para criar oportunidades para o necessário crescimento inclusivo e a criação de emprego. Eles salientaram o papel essencial da União para o Mediterrâneo para esse efeito, congratulando o trabalho do Secretariado da UpM para ajudar a facilitar o progresso na integração e cooperação regional, incluindo através da promoção de projetos à escala regional.
A 18 e 19 de julho de 2016, a UpM participou ativamente na Conferência MedCOP Climate 2016, na qualidade de parceiro institucional da região de Tânger. A Conferência MedCOP Climate 2016 disponibilizou um fórum para apresentar várias iniciativas e projetos apoiados pela UpM que estão a ajudar a formular uma agenda para o clima do Mediterrâneo, como por exemplo a criação de uma rede mediterrânica de jovens que trabalham com assuntos climáticos, a Comissão Regional para a Cooperação sobre Financiamento Climático, para tornar mais eficiente o financiamento de projetos climáticos na região, e o lançamento da Universidade da Energia da UpM pela Schneider Electric.
A 10 e 11 de outubro de 2016, o Secretariado da UpM organizou, em Barcelona, a Terceira Conferência de Alto Nível sobre Capacitação da Mulher, que seguiu as edições de 2014 e 2015 e serviu de preparação para a Quarta Conferência Ministerial da UpM sobre o Fortalecimento do Papel da Mulher na Sociedade, a realizar em finais de 2017. A Conferência disponibilizou um fórum de diálogo regional no qual os 250 participantes provenientes de mais de 30 países enfatizaram a necessidade de investir na contribuição essencial da mulher como resposta aos desafios atuais do Mediterrâneo.
Foi elaborado um relatório após o pedido formulado pela Declaração Ministerial de Paris da UpM sobre o Fortalecimento do papel da mulher na sociedade. O pedido era «estabelecer um mecanismo de seguimento eficaz como fórum euro-mediterrânico e garantir um diálogo eficaz sobre políticas relacionadas com a mulher e a respetiva legislação e implementação».
A 1 de novembro de 2016, a UpM lançou oficialmente o «Programa integrado para a proteção do Lago de Bizerta contra a poluição» em Bizerta, Tunísia. O evento foi realizado na presença de Youssef Chahed, Chefe do Governo da Tunísia, Federica Mogherini, Alta Representante da União Europeia para a Política Externa e de Segurança e Vice-Presidente da Comissão Europeia, e Fathallah Sijilmassi, Secretário-Geral da União para o Mediterrâneo. Com um orçamento total de mais de 90 milhões de euros ao longo de um período de 5 anos, o programa contribuirá para a limpeza do Lago de Bizerta, no norte da Tunísia, melhorando as condições de vida das populações vizinhas e reduzindo as principais fontes de poluição com impacto em todo o Mar Mediterrâneo. O projeto é apoiado por instituições financeiras internacionais, tais como o Banco Europeu de Investimento e a Comissão Europeia, bem como o Banco Europeu para a Reconstrução e o Desenvolvimento.
Em novembro de 2016, o Secretariado da UpM tornou-se oficialmente observador da Convenção-Quadro das Nações Unidas sobre Alterações Climáticas (CQNUAC) durante a COP22, enquanto participante ativo através do lançamento de iniciativas e projetos regionais específicos destinados a ajudar a alcançar as metas do Acordo de Paris na região euro-mediterrânica.
A 23 de janeiro de 2017, os estados-membros da União para o Mediterrâneo assumiram um compromisso político para fortalecer a cooperação no Mediterrâneo recomendando o roteiro de ação da UpM no Segundo Fórum Regional da UpM, celebrado em Barcelona, a 23 e 24 de janeiro de 2017, sob o tema «Mediterrâneo em Ação: Juventude para a Estabilidade e o Desenvolvimento».
Este roteiro centra-se nas seguintes quatro áreas de ação: 
- Promover o diálogo político entre os membros da UpM;
- Garantir a contribuição das atividades da UpM para o desenvolvimento humano e estabilidade regional;
- Fortalecer a integração regional;
- Consolidar a capacidade de atuação da UpM.

A 22 de fevereiro de 2017, o Secretariado da União para o Mediterrâneo (UpM) e a Agência Sueca para o Desenvolvimento Internacional (ASDI) assinaram um acordo financeiro multianual de 6,5 milhões de euros para apoiar atividades da UpM em prol de um desenvolvimento mais sustentável e inclusivo na região.
A 10 de abril de 2017, os chefes de estado ou de governo do Chipre, França, Grécia, Itália, Malta, Portugal e Espanha reuniram-se em Madrid, na 3.ª Cimeira dos Países do Sul da União Europeia, onde reafirmaram o seu apoio à União para o Mediterrâneo e enfatizaram o seu «papel central na consolidação da cooperação regional euro-mediterrânica, como expressão da copropriedade na gestão da nossa agenda regional a fim de efetiva e coletivamente abordar os nossos desafios atuais».
Em 2017, 47 projetos de cooperação regional, no valor de mais de 5,3 mil milhões de euros, receberam a aprovação da UpM, através do apoio unânime dos 43 estados-membros. A implementação dos projetos está a acelerar e a produzir resultados positivos no terreno.

## Objetivos e projetos concretos
O objetivo principal da União para o Mediterrâneo é potenciar a cooperação e a integração na região euro-mediterrânica através do diálogo regional e da implementação de projetos concretos e estruturais para a região. Os projetos apoiados pela UpM obedecem ao princípio da geometria variável que permite a cada país participar, quando pretendido, nos projetos aprovados.

### Diálogo regional
A UpM complementa o trabalho bilateral da Política Europeia de Vizinhança, definida em 2004, e as políticas de desenvolvimento dos estados-membros da UpM, impulsionando a emergência de uma agenda mediterrânica partilhada para alcançar um impacto, não só na situação de um país, mas na integração regional como um todo.
Com 43 membros, a UpM atua como uma plataforma central para definir prioridades regionais e partilhar experiências sobre os principais desafios que a região enfrenta.
O Secretariado da UpM implementa decisões tomadas a nível político através de fóruns de diálogos sectoriais regionais e sub-regionais e atividades de seguimento, cumprindo deste modo os compromissos ministeriais e iniciativas de promoção para impulsionar a cooperação regional.
O trabalho para alcançar este objetivo é realizado juntamente com outras organizações e fóruns de cooperação regional (a Liga Árabe, a União do Magrebe Árabe) e paralelamente a fóruns de cooperação sub-regionais tais como o Diálogo 5+5 com o qual a UpM está ativamente associada.
Os fóruns de diálogo regional estruturados envolveram mais de 20.000 partes interessadas de todo o Mediterrâneo, incluindo parlamentares e representantes de organizações internacionais, organizações não governamentais, organizações da sociedade civil, instituições financeiras internacionais, agências para o desenvolvimento, os sectores industrial e privado, universidades e grupos de reflexão.
Desde 2013, sob a copresidência da UE e da Jordânia, foram realizados doze encontros ministeriais sobre sectores-chave para a agenda do Mediterrâneo:
- Encontro ministerial sobre o fortalecimento do papel da mulher na sociedade, Paris, 12 de setembro de 2013
- Encontro ministerial sobre transportes, Bruxelas, 14 de novembro de 2013
- Encontro ministerial sobre energia, Bruxelas, 11 de dezembro de 2013
- Encontro ministerial sobre cooperação industrial, Bruxelas, 19 e 20 de fevereiro de 2014
- Encontro ministerial sobre ambiente e alterações climáticas, Atenas, 12 e 13 de maio de 2014
- Encontro ministerial sobre economia digital, Bruxelas, 30 de setembro de 2014
- Encontro ministerial sobre economia azul, Bruxelas, 17 de novembro de 2015
- Encontro ministerial sobre planeamento e cooperação regional, Mar Morto, Jordânia, 2 de junho de 2016
- Encontro ministerial sobre emprego e trabalho, Mar Morto, Jordânia, 26 de setembro de 2016
- Encontro ministerial sobre energia, Roma, 1 de dezembro de 2016
- Encontro ministerial sobre a água, Valeta, Malta, 27 de abril de 2017
- Encontro ministerial sobre desenvolvimento urbano, Cairo, 22 de maio de 2017
- Encontro ministerial da UpM sobre o fortalecimento do papel da mulher na sociedade, Cairo, 27 Novembro de 2017

Em março de 2015, a Conferência Interparlamentar para a Política Externa e de Segurança Comum e para a Política Comum de Defesa e Segurança, nas suas conclusões finais, descreveu a UpM como «o fórum de cooperação multifacetado mais eficiente da região».
Em maio de 2016, a Assembleia Parlamentar da UpM reconheceu, na declaração final da 12.ª Sessão Plenária, a «importância do papel fundamental desempenhado pela UpM na promoção da cooperação e integração regional no Mediterrâneo […]».
Em janeiro de 2017, na altura do segundo Fórum Regional da UpM, reunindo os ministros dos negócios estrangeiros dos 43 estados-membros, Federica Mogherini, Alta Representante da União Europeia para a Política Externa e de Segurança e Vice-Presidente da Comissão Europeia, declarou: «fizemos juntos um compromisso de romper este círculo de falta de integração, tensões e conflituosidade e investimos de uma forma coerente em mais diálogos políticos e mais cooperação integracionista regional em áreas de atuação muito concretas através da nossa União para o Mediterrâneo».

### Projetos regionais
Através do processo de aprovação, a UpM apoia projetos que abordam desafios regionais comuns que são propensos a terem um impacto direto na vida dos cidadãos. A aprovação da UpM garante visibilidade e reconhecimento regional para os projetos selecionados. Também lhes proporciona acesso a oportunidade de financiamento através da rede de parceiros financeiros da UpM.
O valor adicionado principal da UpM consiste na inter-relação criada entre a dimensão política e a sua tradução operacional em projetos concretos no terreno, o que por sua vez fomenta a definição de políticas relevantes através de uma abordagem com múltiplas partes interessadas. A adoção de projetos no terreno segue o princípio da «geometria variável», fornecendo um grau de flexibilidade através do qual um menor número de países pode decidir, com a aprovação de todos, cooperar e participar em projetos de interesse comum.
Em dezembro de 2015, estavam aprovados pela UpM 37 projetos. Em dezembro de 2017, estavam aprovados pela UpM mais de 51 projetos:

#### Desenvolvimento Humano
Após um processo de consulta com as partes interessadas, a UpM lançou, em 2013, uma iniciativa regional (Med4Jobs) que define as prioridades de intervenção em termos de empregabilidade, serviços intermediários e criação de emprego na região, sob a qual são desenvolvidos projetos específicos.
Até 2015, o secretariado da UpM tinha aprovado 13 projetos que abordam os desafios da empregabilidade dos jovens e o crescimento inclusivo. Enquadrados no mandato político e nas prioridades delineadas nos diálogos regionais, estes projetos atingem 200.000 beneficiários, principalmente pessoas jovens, e envolvem mais de 1.000 pequenas e médias empresas privadas.
No que diz respeito à capacitação da mulher, o secretariado tinha também aprovados 10 projetos que beneficiam mais de 50.000 mulheres na região euro-mediterrânica, com a participação de mais de 1000 partes interessadas e com um orçamento de mais de 127 milhões de euros.
O foco específico na empregabilidade dos jovens e na capacitação da mulher encontra-se em linha com o objetivo da UpM de reforçar o capital humano na região, que é a questão-chave para a estabilidade e a segurança na região. 
Em dezembro de 2017, a UpM tinha 27 projetos aprovados que abordam o pilar do desenvolvimento humano regional.

#### Desenvolvimento Empresarial
- Desenvolvimento das competências empresariais e da empregabilidade dos jovens — Maharat MED
- Rede de empreendedores do Mediterrâneo
- Promoção da inclusão financeira através de serviços financeiros móveis nos países do Mediterrâneo Meridional e Oriental
- Estabelecimento de uma plataforma regional para o desenvolvimento de indústrias e grupos culturais e criativos no Mediterrâneo Meridional
- Geração empreendedora
- EDILE — Desenvolvimento económico através da capacitação local e inclusiva[87]
- EMIPO — Observatório e promoção do investimento na EUROMED[88]
- EMDC — Centro de desenvolvimento euro-mediterrânico para micro, pequenas e médias empresas
- Programa Agadir para PME — Estimulação da competitividade e do comércio das PME nos países-membros do acordo de Agadir
- YouMatch – «Projeto caixa de ferramentas»: Elaboração e implementação de uma caixa de ferramentas impulsionada pela procura, para serviços de mercado de trabalho inovadores e orientados para os jovens na região MONA

##### Ensino Superior e Investigação
- MedNC — Rede mediterrânica de novas oportunidades
- HOMERe — Grande oportunidade para recrutamento de executivos mediterrânicos
- Ensino superior sobre segurança alimentar e desenvolvimento rural
- Programas de mestrado da EMUNI
- Três áreas de programas de investigação para doutoramento da EMUNI
- Programa de estudo de mestrado em ciência do risco
- Universidade Euro-Mediterrânica de Fez[62]
- EMIS — Escola Internacional do Mediterrâneo Oriental

##### Assuntos Sociais e Civis
- WOMED: a «próxima geração de líderes»
- CEED GROW: Desenvolvimento e escalonamento de pequenas e médias empresas
- Formação de cidadãos responsáveis — promoção da educação cívica para prevenir a violência escolar, particularmente contra raparigas e mulheres
- Desenvolvimento da capacitação da mulher
- Competências para o sucesso — competências de empregabilidade para mulheres
- Jovens mulheres como criadoras de postos de trabalho
- Promoção da capacitação da mulher para o desenvolvimento industrial inclusivo e sustentável na região MONA[49]
- Direito das mulheres à saúde — Projeto WORTH[50]

#### Desenvolvimento Sustentável
Até 2015, foram aprovados 14 projetos pelos 43 países da UpM, incluindo a limpeza do Lago de Bizerta, na Tunísia, a construção da central de dessalinização, em Gaza, e o desenvolvimento urbano integrado da cidade de Imbaba.
Em julho de 2017, a UpM tinha 24 projetos aprovados que abordam o pilar do desenvolvimento sustentável regional. Prevê-se que estes projetos tenham um importante impacto socioeconómico em toda a região, incluindo sobre a ação climática, energia renovável, transportes, desenvolvimento urbano, água, economia azul e ambiente.

##### Desenvolvimento Urbano e Transportes
- Projeto Sfax Taparura da UPFI
- Desenvolvimento do Vale de Bouregreg
- Projeto de modernização urbana de Imbaba
- Rede ferroviária da Jordânia
- Conclusão da secção central da autoestrada transmagrebina
- Atividades de formação LOGISMED
- Projeto da Autoestrada do Mar (AM) Turquia-Itália-Tunísia[89]
- IMPLEMENTAÇÃO OPTIMED na AM — Para um novo corredor mediterrânico: da porta sudeste até à noroeste
- Projeto de reabilitação urbana multilocal da UPFI em Jericó
- Projeto integrado de gestão de resíduos urbanos de Esmirna

##### Energia e Ação Climática
- Parque eólico de Tafila
- Universidade da Energia da UpM lançada pela Schneider Electric[64]
- SPREF — Enquadramento das energias renováveis privadas da região SEMed

##### Água e Ambiente
- Programa de desenvolvimento de capacidades sobre integridade hídrica no Médio Oriente e Norte de África
- BlueGreen Med-CS
- MED RESCP – POST RIO +20: Apoiar a adoção de modelos de produção e consumo sustentável e de eficiência de recursos na região mediterrânica
- Rumo a uma plataforma mediterrânica de conhecimento hídrico
- Programa integrado para a proteção do Lago de Bizerta contra a poluição
- Governação e financiamento para o setor hídrico mediterrânico
- Projeto da «central de dessalinização para a Faixa de Gaza»
- Coletores de plástico para um Mediterrâneo sem lixo[65]

## Instituições
Comparativamente com o Processo de Barcelona, uma das maiores inovações da União para o Mediterrâneo é a sua arquitetura institucional. Na Cimeira de Paris foi decidido dotar a União de um conjunto completo de instituições de forma a melhorar o nível político das suas relações, promover mais copropriedade da iniciativa entre a UE e os países parceiros do Mediterrâneo e melhorar a visibilidade da Parceria Euro-Mediterrânica.

### Sistema de copresidência Norte e Sul
Com a finalidade de garantir a copropriedade da União para o Mediterrâneo, os chefes de estado e de governo decidiram, em Paris, que dois países, um da UE e um dos países parceiros do Mediterrâneo, presidirão conjuntamente à União para o Mediterrâneo. Os 27 acordaram que a copresidência da UE tinha de «ser compatível com a representação externa da União Europeia de acordo com as disposições do Tratado em vigor» «Os países parceiros do Mediterrâneo decidiram escolher, consensualmente e entre si, um país para assumir a copresidência durante um período não renovável de dois anos.»
De 2008 a 2012, a França e o Egito asseguraram a primeira copresidência da UpM.
Em 2012, o secretariado anunciou que a Jordânia e a União Europeia substituiriam o Egito e a França, respetivamente, na copresidência. A alteração, que teve lugar em setembro de 2012, foi decidida num encontro dos altos representantes, em Barcelona, a 28 de junho.
| Presidência do Norte                   | Presidência do Sul                    |
| França (julho de 2008 – março de 2012) | Egito (julho de 2008 – junho de 2012) |
| União Europeia (março 2012 –)          | Jordânia (junho de 2012 –)            |

### Encontro de altos funcionários da UpM
O encontro de altos funcionários da UpM, composto por embaixadores e altos funcionários para os assuntos externos nomeados individualmente pelos 43 países da UpM, é realizado várias vezes por ano, com intervalos regulares, na sede do Secretariado da UpM em Barcelona ou num dos países da UpM. A função deste encontro é a de discutir assuntos regionais, orientar políticas e ações da organização e aprovar os projetos enviados ao mesmo. Cada país tem um poder de voto igual e todas as decisões são tomadas por consenso. Paralelamente a estes encontros, realizam-se outros, sobretudo ministeriais, que definem a agenda mediterrânica sobre questões específicas, tais como o ambiente e as alterações climáticas, a economia digital, o papel da mulher na sociedade, transportes ou indústria.

### Secretariado
O Secretariado da União para o Mediterrâneo foi inaugurado a 4 de março de 2010 numa cerimónia oficial em Barcelona.
A missão do Secretariado permanente é a de realizar o seguimento operacional dos encontros ministeriais sectoriais, identificar e monitorizar a implementação de projetos concretos para a região euro-mediterrânica, procurar parceiros para financiar estes projetos e coordenar várias plataformas de diálogo.
Os ministros dos negócios estrangeiros euro-mediterrânicos decidiram, na conferência de Marselha, em novembro de 2008, que a sede do Secretariado seria o Palácio Real de Pedralbes, em Barcelona. Também decidiram o seguinte sobre a estrutura desta nova instituição-chave e os países de origem dos seus primeiros membros:
- O Secretário-Geral é eleito por consenso e provém de um país de fora da UE. O seu mandato é de três anos, que pode ser prolongado por outros três.[68] O primeiro Secretário-Geral foi o jordano Ahmad Khalaf Masa’deh, antigo embaixador da Jordânia na UE, Bélgica, Noruega e Luxemburgo e Ministro da Reforma do Setor Público, entre 2004 e 2005.[69] Renunciou ao cargo depois de o exercer durante um ano.[57] Em julho de 2011, o diplomata marroquino Youssef Amrani assumiu o cargo. Quando Youssef Amrani é nomeado Ministro Adjunto dos Negócios Estrangeiros pelo governo de Benkirane, é substituído, no seu cargo de Secretário-Geral, pelo seu compatriota e embaixador marroquino Fathallah Sijilmassi, antigo Embaixador na União Europeia (2003-2004) e em França (2005-2009).[58][9] Fathallah Sijilmassi é Oficial da "Légion d’honneur" e Grande Oficial da "Ordre National du Mérite" da República de França.

- Para potenciar a copropriedade da Parceria Euro-Mediterrânica, foram atribuídos seis postos de Secretário-Geral Adjunto a três países da UE e a três países parceiros do Mediterrâneo. Para o primeiro mandato de três anos (extensível por outros três) os Secretários-Gerais Adjuntos foram:[70]

1. Panagiotis Roumeliotis (Grécia) – Departamento da Energia;
2. Prof. Ilan Chet (Israel) – Departamento do Ensino Superior e Investigação;
3. Lino Cardarelli (Itália) – Departamento do Desenvolvimento Empresarial;
4. Emb.ª Celia Attard Pirotta (Malta) – Departamento dos Assuntos Sociais e Civis;
5. Dr. Rafiq Husseini (Palestina) – Departamento Hídrico e Ambiental;
6. Emb. Yigit Alpogan (Turquia) – Departamento do Desenvolvimento Urbano e Transportes.

O Secretariado da União para o Mediterrâneo foi inaugurado em março de 2010 numa cerimónia oficial em Barcelona.
Em 2017, o Secretariado da UpM tinha 60 funcionários de mais de 20 nacionalidades, incluindo a presença permanente de altos funcionários destacados da Comissão Europeia, BEI, BERD e CDC.

## Outras organizações e instituições euro-mediterrânicas

### Assembleia Parlamentar Euro-Mediterrânica
A Assembleia Parlamentar Euro-Mediterrânica (APEM) não é uma instituição nova inserida no âmbito da Parceria Euro-Mediterrânica. Foi estabelecida em Nápoles, a 3 de dezembro de 2003, pelos ministros dos negócios estrangeiros euro-mediterrânicos e a sua primeira sessão plenária ocorreu em Atenas, a 22 e 23 de março de 2004. A APEM reúne parlamentares dos países euro-mediterrânicos e tem quatros comissões permanentes sobre as seguintes questões:
- Assuntos políticos, segurança e direitos humanos
- Assuntos económicos, financeiros e sociais e educação
- Promoção da qualidade de vida, intercâmbios de pessoas e cultura
- Direitos das mulheres nos países euro-mediterrânicos

A APEM também tem uma comissão ad hoc sobre energia e ambiente. O papel da APEM tem sido reforçado desde o lançamento da União para o Mediterrâneo e, por isso, é considerada a «expressão parlamentar legítima da União».

### Assembleia Regional e Local Euro-Mediterrânica
Na Conferência Euro-Mediterrânica de Ministros dos Negócios Estrangeiros, realizada em Marselha, em novembro de 2008, os ministros congratularam a proposta do Comitê das Regiões Europeu para estabelecer uma Assembleia Euro-Mediterrânica de autoridades locais e regionais (ARLEM). A ARLEM visa criar pontes entre os representantes locais e regionais dos 43 países e a União para o Mediterrâneo e as instituições da UE.
Os participantes da UE são membros do Comitê das Regiões Europeu, bem como representantes de outras instituições da UE que se relacionam com a Parceria Euro-Mediterrânica. Os participantes vindos dos países parceiros do Mediterrâneo são representantes de autoridades regionais e locais, nomeados pelos seus governos nacionais. A ARLEM foi formalmente estabelecida e realizou a sua primeira sessão plenária em Barcelona, a 31 de janeiro de 2010. A copresidência da ARLEM é exercida pelo Presidente do Comitê das Regiões Europeu, Luc Van den Brande, e pelo presidente da câmara de Al Hoceima, o marroquino Mohammed Boudra.

### Fundação Anna Lindh
A Fundação Anna Lindh para o Diálogo entre Culturas, com sede na cidade egípcia de Alexandria, foi criada em abril de 2005. É uma rede para as organizações da sociedade civil dos países euro-mediterrânicos que visa promover o diálogo intercultural e o entendimento mútuo.
Ficou decidido na Cimeira de Paris que a Fundação Anna Lindh, juntamente com a Aliança das Civilizações da ONU, ficará responsável pela dimensão cultural da União para o Mediterrâneo.
Em setembro de 2010, a Fundação Anna Lindh publicou um relatório denominado «Tendências interculturais na Região EuroMed 2010».[110] Esta avaliação sobre perceções mútuas e a visibilidade da União para o Mediterrâneo em toda a região é baseada no Inquérito de opinião pública Gallup, no qual participaram 13.000 pessoas dos países da União para o Mediterrâneo.